# HTC-Highroad
Team HTC-High Road was een wielerploeg die van 1989 tot en met 2011 actief was.
De ploeg was een voortzetting van T-Mobile Team, een Duitse ploeg die in de jaren 90 als Team Deutsche Telekom (Team Telekom in 2003) uitgroeide tot een van de meest succesvolle ploegen ter wereld. Geplaagd door dopingzaken besloot hoofdsponsor Deutsche Telekom (T-Mobile) na het seizoen 2007 de samenwerking te verbreken. Teammanager Bob Stapleton ging verder met de ploeg onder Amerikaanse vlag, onder de naam Team High Road.
Vanaf medio 2008 was Columbia Sportswear de eerste titelsponsor van de ploeg. In juli 2009 kwam HTC daar bij en na 2010 stopte Columbia weer waardoor de naam HTC-High Road. De ploeg telde enkele bekende renners, waaronder Mark Cavendish, Mark Renshaw, Bernhard Eisel, André Greipel, John Degenkolb, Kim Kirchen en Tony Martin, evenals de jonge talenten Tejay van Garderen en Rasmus Guldhammer. De "trein" die vaak wordt ingezet in de slotkilometers van sprintetappes in grote koersen zorgt voor sterke en regelmatige uitslagen en veel overwinningen voor Mark Cavendish. Bovendien kent de ploeg opvallend veel renners die of heel goed kunnen tijdrijden, of heel goed kunnen sprinten.

## Geschiedenis

### Team Telekom/Team T-Mobile
Team Deutsche Telekom begon in 1991 als opvolger van het in 1989 opgestarte Team Stuttgart. Een jaar later kwam de Belg Walter Godefroot als ploegleider bij de ploeg en werd pas de eerste overwinning behaald, een etappe in de Ronde van Italië door Udo Bölts, jarenlang een vaste waarde in het team. Dat jaar werd ook voor het eerst deelgenomen aan de Ronde van Frankrijk en werd kopman Jens Heppner verrassend tiende. Team Deutsche Telekom bleef groeien en binnen enkele jaren reden reden de meeste bekende Duitse profs voor Telekom. Hoogtepunten waren de overwinning van Erik Zabel in Parijs-Tours van 1994 en twee Touretappes door diezelfde Zabel een jaar later.

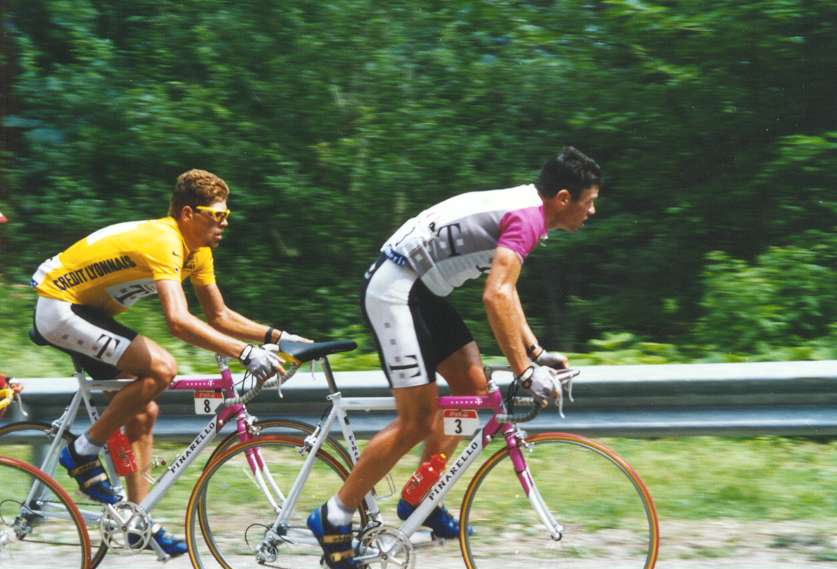
Telekom-renners Jan Ullrich en Udo Bölts tijdens de Ronde van Frankrijk 1997

Team Deutsche Telekom vergrootte zijn budget flink in 1996 en haalde de nummer drie van de Tour van een jaar eerder, de Deen Bjarne Riis bij de ploeg. Dat bleek een gouden zet: Riis won de Tour van dat jaar. Nog belangrijker bleek de jonge Duitser Jan Ullrich, als laatste aan het Tourteam toegevoegd, maar tot ieders verrassing tweede in de eindstand. Een jaar later waren de rollen omgedraaid en won Ullrich de Tour, met Riis als knecht. In de Tour de Dopage van een jaar later werd Ullrich tweede en een afwezigheid wegens blessure in 1999 werd goedgemaakt met de eindzege in de Ronde van Spanje van dat jaar.
Team Deutsche Telekom, vanaf 2004 T-Mobile, was inmiddels een van de grootste wielerploegen ter wereld geworden en renners behaalden de ene na de andere zege. Erik Zabel won vier keer Milaan-San Remo en zes opeenvolgende groene truien in de Tour en Jan Ullrich werd nog twee keer tweede in die wedstrijd.
Nieuwe renners deden van zich spreken: Aleksandr Vinokoerov, die in 2000 gratis te verkrijgen was bij het gestopte Casino, werd derde in de Tour van 2003, het enige jaar dat kopman Jan Ullrich niet bij het team reed, Andreas Klöden werd tweede in de Tour van een jaar later, toen de teruggekeerde Ullrich vierde werd, en Steffen Wesemann won de Ronde van Vlaanderen in dat jaar. Een zo vurig verlangde eindzege in een Grote Ronde wist het team vanaf 1999 echter niet meer te behalen.
De dag voor de Ronde van Frankrijk 2006 van start ging kreeg de wereld te horen dat alle renners die genoemd werden in het Spaanse dopingschandaal niet mochten meedoen. Onder hen waren Jan Ullrich en diens persoonlijke begeleider Rudy Pevenage, evenals Óscar Sevilla. Zo begon T-Mobile onthoofd aan de wedstrijd die vooraf hun grote seizoensdoel was.
Desondanks wist T-Mobile nog een zeer degelijke prestatie neer te zetten. Matthias Kessler zorgde in de eerste week voor een overwinning en Serhij Hontsjar sloeg tweemaal toe in de lange tijdritten en droeg zelfs enkele dagen de gele leiderstrui. Andreas Klöden en Michael Rogers behaalden met respectievelijk een derde en een tiende plaats een mooie stek in het eindklassement. Ook het ploegenklassement werd voor de derde opeenvolgende keer gewonnen door T-Mobile.

### Dopingschandalen
Nadat Ullrich in verband was gebracht met dokter Fuentes kwam er een reeks beschuldigingen en bekentenissen met betrekking tot het dopinggebruik in de Telekomploeg van de jaren 1990. In april 2007 bracht soigneur Jef D'hont een boek uit met enkele onthullingen. Zo zouden de artsen van de universiteit van Freiburg ingeschakeld zijn geweest in het dopingprogramma, en stond tourwinnaar Bjarne Riis in 1996 stijf van de doping. Nadat aanvankelijk alle aanklachten waren afgedaan als onzin, kwamen plots heel wat voormalige Telekomrenners biechten. De eerste onder hen was Bert Dietz, daarna bekende Christian Henn, gevolgd door Udo Bölts en uiteindelijk de artsen Lothar Heinrich en Andreas Schmid. Op een persconferentie die in mei werd bijeengeroepen door manager Bob Stapleton en sportdirecteur Rolf Aldag bekende deze laatste zelf zich te hebben gedopeerd, en gaf ook Erik Zabel dopinggebruik toe. Zabel zou volgens Jef D'hont slechts eenmalig een epokuur gevolgd hebben, wat hij bevestigde. Het zou voor de Tour van 1996 geweest zijn, waarin hij de groene trui behaalde. Uiteindelijk gaf ook de tourwinnaar van dat jaar, Bjarne Riis, op 25 mei toe tijdens zijn wielercarrière van 1993 tot 1998 doping te hebben gebruikt. Gedurende die periode reed Riis voor de Italiaanse ploegen Ariostea en Gewiss, en dus ook Telekom.
De dopingaffaire richtte in Duitsland grote schade aan het vertrouwen in de wielersport aan. De Duitse televisiezenders ARD en ZDF overwogen serieus om de Ronde van Frankrijk 2007 niet uit te zullen zenden. Uiteindelijk besloten ze toch de ronde live te brengen, maar ze kondigden wel aan dat als er nog één dopinggeval zou voorkomen, ze zich terug zouden trekken. Aanvankelijk leek de Tour voor T-Mobile goed te verlopen; de jonge Linus Gerdemann won de zevende etappe en veroverde de gele trui. Op 18 juli werd echter bekend dat Patrik Sinkewitz tijdens een training in juni op doping betrapt werd. ARD en ZDF hielden woord en staakten hun rechtstreekse verslaggeving van de Ronde. Sinkewitz werd op non-actief gesteld, in afwachting van de contra-expertise, en ook geschorst toen hij het gebruik toegaf.
Na dit nieuwe dopinggeval werd er in en buiten Duitsland druk over gespeculeerd dat T-Mobile zich uit de wielersport zal terugtrekken. Op 9 augustus maakte men echter bekend het contract tot 2010 uit te doen. Toch werd er gezegd dat bij een nieuw dopinggeval er alsnog een onmiddellijke beëindiging van het sponsorcontract mogelijk was. Op 4 september 2007 bleek ook renner Lorenzo Bernucci betrapt te zijn op het gebruik van een verboden middel. Hij werd onmiddellijk ontslagen.
Nadat Sinkewitz in november 2007 bekendmaakte dat er sprake was van stelselmatig dopinggebruik en dat dat ook nog gebeurde in 2006, verklaarde T-Mobile op 27 november 2007 dat het per direct stopt met het sponsoren van het team. Ook kledingsponsor Adidas en subsponsor Audi beëindigen voortijd hun contract met het team. Het team ging verder in dezelfde samenstelling als Team High Road.

### Team High Road, Team Columbia en HTC

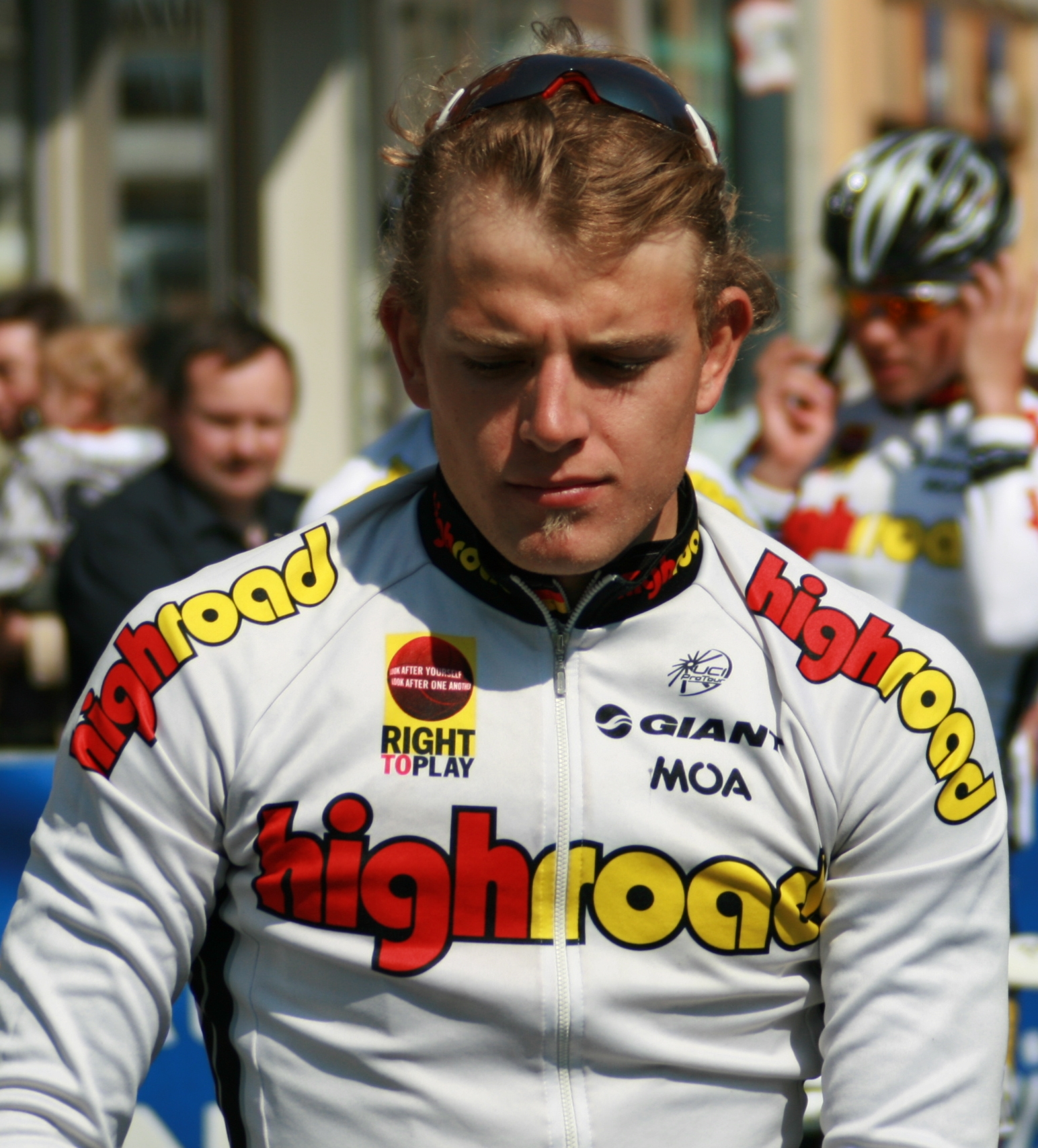
Gerald Ciolek in Team High Road-tenue in 2008

Van eind 2007 tot de Ronde van Frankrijk 2008 stond de ploeg bekend onder de naam Team High Road. Op 16 juni 2008 werd bekend dat de kleding- en schoenenproducent Columbia de sponsor zou worden van de wielerploeg Een jaar later kwam daar HTC als cosponsor bij. THR bleef wel de UCI-code.
Het seizoen 2008 begon met vier ritzeges én de eindzege in de Tour Down Under van André Greipel. Ook in de Ronde van Californië was het team succesvol: George Hincapie won er een etappe. Later was de ploeg ook succesvol in onder andere de Ronde van het Baskenland met 2 ritzeges, de Scheldeprijs en de Waalse Pijl. Verder werd in de Ronde van Romandië een ritzege behaald door Mark Cavendish en won Kanstantsin Siwtsow een etappe en het eindklassement in de Ronde van Georgia. In de Ronde van Frankrijk won Mark Cavendish 4 etappes. Daarnaast heeft Kim Kirchen vier etappes de gele trui mogen dragen. Team Columbia sloot het seizoen 2008 af met liefst 77 etappes, waarmee het de jarenlange heerschappij van Team CSC als meest succesvolle ploeg tot een einde bracht.
De suprematie van Columbia-High Road zette zich voort in 2009. Al in januari werden er overwinningen behaald, onder meer dankzij veelwinnaar André Greipel. Mark Cavendish won etappes in elke meerdaagse ronde waaraan hij deelnam, waaronder drie Giro-ritten. Bovendien pakte de Brit in de slotmeters de winst van Milaan-Sanremo. De pas 22-jarige Boasson Hagen was de sterkste in een door slecht weer getroffen Gent-Wevelgem. Een maand later won ook hij een rit in de Giro. Behalve de vele sprintoverwinningen van de ploeg (onder meer van de Nieuw-Zeelander Greg Henderson) kent de ploeg ook een klein contingent tijdritspecialisten, met onder meer regerend wereldkampioen Bert Grabsch en de supertalenten Tony Martin en Frantisek Rabon. Zij wonnen beiden twee tijdritten, Grabsch won er één, terwijl Rogers en Pinotti kampioen van hun land werden. Bovendien pakte Columbia de zege in de ploegentijdrit van de Ronde van Romandië en de Giro. Na een toch al sterk voorjaar reeg de ploeg de zeges aaneen in het middenseizoen, met 13 dagzeges in mei alleen al (waarvan 4 voor Greipel en 6 in de Giro), en liefst 17 in juni; de ploeg won 6 van de 9 ritten in de Ronde van Zwitserland, terwijl Greipel zijn zegereeks voortzette met twee eendagskoersen en twee etappezeges.
Midden juni 2009 hadden 14 van de 25 selectierenners al een individuele zege op zak. Daar kwamen twee overwinningen in ploegentijdritten nog bij. Met deze mooie resultaten al op zak begon de ploeg voortvarend aan de Ronde van Frankrijk 2009. Tony Martin pakte de witte trui, terwijl Mark Cavendish de eerste vlakke etappes op zijn naam bracht. De Brit zou uiteindelijk eindigen met zes dagzeges, waaronder een mooie op de Champs-Elysées. In de Ronde van Oostenrijk waren er in deze periode 4 dagzeges en het eindklassement (voor Michael Albasini), terwijl er in de Sachsen Tour nog twee etappes werden gewonnen.
Het totaal aantal zeges vanaf 2008 bedroeg op 24 september 2010 al 389.
Vanaf 2011 was Columbia, dat zich terugtrok uit de wielersport, geen cosponsor meer en ging de ploeg verder onder de naam HTC-High Road. Op 4 augustus 2011 werd bekendgemaakt dat de ploeg ophield te bestaan omdat ze voor het seizoen 2012 geen nieuwe sponsor kon vinden.

## Grote rondes
| Jaar | Ronde van Italië        | Ronde van Italië                                                                               | Ronde van Frankrijk                          | Ronde van Frankrijk                                              | Ronde van Spanje                          | Ronde van Spanje                                                  |
| Jaar | hoogste klassering      | etappewinst                                                                                    | hoogste klassering                           | etappewinst                                                      | hoogste klassering                        | etappewinst                                                       |
| ---- | ----------------------- | ---------------------------------------------------------------------------------------------- | -------------------------------------------- | ---------------------------------------------------------------- | ----------------------------------------- | ----------------------------------------------------------------- |
| 1989 | geen deelname           | geen deelname                                                                                  | geen deelname                                | geen deelname                                                    | geen deelname                             | geen deelname                                                     |
| 1990 | geen deelname           | geen deelname                                                                                  | geen deelname                                | geen deelname                                                    | 26e Dariusz Kajzer                        |                                                                   |
| 1991 | geen deelname           | geen deelname                                                                                  | geen deelname                                | geen deelname                                                    | 17e Udo Bölts                             |                                                                   |
| 1992 | 11e Uwe Ampler          | 18e Udo Bölts                                                                                  | 10e Jens Heppner                             |                                                                  | geen deelname                             | geen deelname                                                     |
| 1993 | 33e Udo Bölts           |                                                                                                | 25e Udo Bölts                                | 13e Olaf Ludwig                                                  | geen deelname                             | geen deelname                                                     |
| 1994 | 18e Udo Bölts           |                                                                                                | 9e Udo Bölts                                 |                                                                  | geen deelname                             | geen deelname                                                     |
| 1995 | 14e Volodymyr Poelnikov |                                                                                                | 25e Volodymyr Poelnikov                      | 6e en 17e Erik Zabel                                             | 32e Bert Dietz ↑ Steffen Wesemann         | 12e Bert Dietz 13e Christian Henn                                 |
| 1996 | geen deelname           | geen deelname                                                                                  | ↑ Bjarne Riis · ↑ Jan Ullrich · ↑ Erik Zabel | 3e en 10e Erik Zabel 9e en 16e Bjarne Riis 20e (ITT) Jan Ullrich | 20e Peter Meinert-Nielsen ↑ Jürgen Werner |                                                                   |
| 1997 | geen deelname           | geen deelname                                                                                  | ↑ Jan Ullrich ↑ Erik Zabel                   | 3e, 7e en 8e Erik Zabel 10e en 12e (ITT) Jan Ullrich             | geen deelname                             | geen deelname                                                     |
| 1998 | geen deelname           | geen deelname                                                                                  | ↑ Jan Ullrich · ↑ Erik Zabel                 | 3e Jens Heppner 7e (ITT), 16e en 20e (ITT) Jan Ullrich           | 71e Georg Totschnig                       | 7e Giovanni Lombardi                                              |
| 1999 | geen deelname           | geen deelname                                                                                  | 17e Alberto Elli ↑ Erik Zabel                | 10e Giuseppe Guerini                                             | ↑ Jan Ullrich                             | 5e en 20e (ITT) Jan Ullrich                                       |
| 2000 | geen deelname           | geen deelname                                                                                  | ↑ Jan Ullrich · ↑ Erik Zabel                 | 20e Erik Zabel                                                   | 28e Aleksandr Vinokoerov                  | 18e Aleksandr Vinokoerov                                          |
| 2001 | 23e Matthias Kessler    | 2e en 3e Danilo Hondo                                                                          | ↑ Jan Ullrich · ↑ Erik Zabel                 | 1e, 3e en 19e Erik Zabel                                         | 39e Alberto Elli                          |                                                                   |
| 2002 | 25e Matthias Kessler    |                                                                                                | 37e Bobby Julich                             | 6e Erik Zabel                                                    | 47e Matthias Kessler ↑ Erik Zabel         | 2e, 3e en 4e Erik Zabel                                           |
| 2003 | geen deelname           | geen deelname                                                                                  | ↑ Aleksandr Vinokoerov                       | 9e en 12e Aleksandr Vinokoerov                                   | 27e Christian Werner ↑ Erik Zabel         | 10e en 11e Erik Zabel                                             |
| 2004 | geen deelname           | geen deelname                                                                                  | ↑ Andreas Klöden ·                           | 11e en 21e Aleksandr Vinokoerov 19e Giuseppe Guerini             | 43e Erik Zabel                            |                                                                   |
| 2005 | 25e Matthias Kessler    |                                                                                                | ↑ Jan Ullrich ·                              |                                                                  | 6e Óscar Sevilla                          |                                                                   |
| 2006 | 51e Jörg Ludewig        | 10e (ITT) Jan Ullrich                                                                          | ↑ Andreas Klöden ·                           | 3e Matthias Kessler 7e (ITT) en 19e (ITT) Serhij Hontsjar        | 50e Daniele Nardello                      |                                                                   |
| 2007 | 18e Marco Pinotti       |                                                                                                | 7e Kim Kirchen                               | 7e Linus Gerdemann 15e Kim Kirchen                               | 58e Stephan Schreck                       | 8e Bert Grabsch 13e Andreas Klier                                 |
| 2008 | 44e Morris Possoni      | 4e en 13e Mark Cavendish 17e André Greipel 21e Marco Pinotti                                   | 8e Kim Kirchen                               | 5e, 8e, 12e en 13e Mark Cavendish 18e Marcus Burghardt           | geen deelname                             | geen deelname                                                     |
| 2009 | 8e Michael Rogers       | 1e Ploegentijdrit 7e Edvald Boasson Hagen 8e Kanstantsin Siwtsow 9e, 11e en 13e Mark Cavendish | 19e George Hincapie                          | 2e, 3e, 10e, 11e, 19e en 21e Mark Cavendish                      | 94e Adam Hansen André Greipel             | 3e Greg Henderson 4e, 5e, 16e en 21e André Greipel                |
| 2010 | 9e Marco Pinotti        | 9e Matthew Goss 18e André Greipel                                                              | 37e Michael Rogers                           | 5e, 6e, 11e, 18e en 20e Mark Cavendish                           | 3e Peter Velits Mark Cavendish            | 1e Ploegentijdrit 12e, 13e en 18e Mark Cavendish 17e Peter Velits |
| 2011 | 10e Kanstantsin Siwtsow | 1e Ploegentijdrit 10e en 12e Mark Cavendish                                                    | 19e Peter Velits Mark Cavendish              | 5e, 7e, 11e, 15e en 21e Mark Cavendish 20e (ITT) Tony Martin     | 123e Michael Albasini                     | 10e Tony Martin 13e Michael Albasini                              |